# Begòs
Begòs és una entitat de població del municipi d'Es Bòrdes, a la comarca de la Vall d'Aran. Pertany al terçó d'Irissa. Hi havia 18 habitants censats el 2019.
Begòs està situat a 1000 m d'altitud, a la dreta de la Garona. Presenta un relleu molt accidentat amb prats naturals. El poble és presidit per l'església parroquial de Sant Roc, d'origen romànic i reformada posteriorment. És una església subsidiària de Sant Martí de Benós. Conserva la pica i les fonts baptismals originàries. Entre els edificis civils hi ha la casa Socasau, que té unes torres de planta quadrada amb coberta punxeguda, que li donen un aire fortificat.